# Brook Island
Brook Island är en ö i Kanada.   Den ligger i territoriet Nunavut, i den östra delen av landet, 2 000 km norr om huvudstaden Ottawa. Arean är 4,5 kvadratkilometer.
Terrängen på Brook Island är platt. Öns högsta punkt är 92 meter över havet. Den sträcker sig 4,3 kilometer i nord-sydlig riktning, och 3,7 kilometer i öst-västlig riktning.
Trakten runt Brook Island är nära nog obefolkad, med mindre än två invånare per kvadratkilometer.